# Sara Roces Vila
Sara Roces Vila (La Felguera, Astúries, 16 de febrer de 2002) és una jugadora d'hoquei sobre patins asturiana.
Es formà al Club Deportivo Patinalon i debutà als quinze anys a la categoria absoluta amb el Club Patín Cuencas Mineras, aconseguint una Lliga asturiana (2016-17). L'estiu de 2017 fitxà pel Hostelcur Gijón Hockey Club, amb el qual ha guanyat dues Lligues europees (2018, 2023), tres OK Lliga femenina (2017-18, 2022-23, 2024-25), dues Copa de la Reina (2019, on anotà quatre gols a la final, 2023), dues Supercopa d'Espanya (2022, 2023) i una Copa Intercontinental (2024). El febrer de 2025 anuncià el seu fitxatge pel SL Benfica de la lliga portuguesa.
Internacional amb la selecció espanyola d'hoquei sobre patins des de 2021, ha aconseguit dos Campionats d'Europa (2021, essent MVP i la màxima golejadora del torneig amb dotze gols, 2023) i un subcampionat del Món (2022).

## Palmarès
Clubs
- 2 Lligues europees d'hoquei sobre patins femenina: 2018, 2023
- 2 Copes espanyoles d'hoquei sobre patins femenina: 2019, 2023
- 2 Lligues espanyoles d'hoquei sobre patins femenina: 2017-18, 2022-23
- 2 Supercopes espanyoles d'hoquei sobre patins femenina: 2022-23, 2023-24
- 1 Lliga asturiana d'hoquei sobre patins femenina: 2016-17

Selecció espanyola
- 1 medalla d'argent al Campionat del Món d'hoquei sobre patins femení (2024)
- 1 medalla d'argent al Campionat del Món d'hoquei sobre patins femení (2022)
- 2 medalles d'or al Campionat d'Europa d'hoquei patins femení (2021, 2023)